# Chanteur de Yourlov
Le chanteur de Yourlov (en russe : Юрловская голосистая, en allemand : Jurlower Kräher) est une race de poule domestique originaire de Russie (dans les régions de Koursk et d'Oriol), dont le coq est connu pour ses qualités de chanteur, pour lesquelles il a été sélectionné depuis le XIXe siècle. Cette race est aussi une race à deux fins, pour la chair et pour la ponte. La poule peut pondre entre 150 et 160 œufs par an.
Race menacée d'extinction, le chanteur de Yourlov est recensé dans la base de données de l'Arche du goût.

## Origine
Le yourlov est sélectionné au XIXe siècle par le croisement de coqs de combat, de poules chinoises choisies pour leur chair, et de races locales. Il a été protégé à partir des années 1980 en URSS et ses phénotypes ont été l'objet d'études suivies, car il fallait à tout prix développer cette race qui ne comptait plus que quelques centaines de sujets. C'est à partir des années 1990 qu'il a été mieux connu en Europe occidentale et centrale, notamment en Allemagne. Cette race représente désormais plusieurs milliers de sujets en Russie et dans la région de Kharkov.
C'est la seule race de Russie reconnue parmi les 108 races de poule du British Poultry Standard.

## Standard
- Masse : coq : entre 3,5 kg et 5,5 kg ; poule : entre 3 kg et 3,5 kg

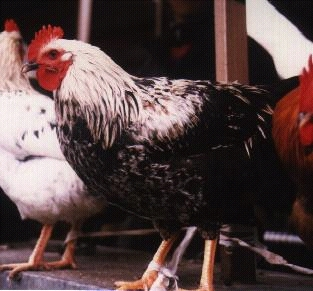
Jeune coq de variété argentée.

- Crête : rose, épaisse à cinq dentelures, maximum 4 cm pour le coq
- Oreillons : rose foncé à rouge pâle
- Yeux : bruns et brillants
- Plumage : noir, bronze, doré, argenté. Le dessous des ailes est toujours noir.
- Œufs : minimum 56 g, maximum 90 g